# Muntenii de Sus
Muntenii de Sus est une commune du județ de Vaslui en Roumanie.